# Aditrochus bouceki
Aditrochus bouceki är en stekelart som beskrevs av De Santis 1993. Aditrochus bouceki ingår i släktet Aditrochus och familjen puppglanssteklar. Inga underarter finns listade i Catalogue of Life.